# هلی لوو
هلن عبدالله (زادهٔ ۱۶ نوامبر ۱۹۸۸) که با نام هلی لوو (به انگلیسی: Helly Luv) شهرت دارد رقصنده، طراح رقص، خواننده، هنرپیشه و مانکن؛ کرد است. والدین‌اش از «دهوک» کردستان عراق به کردستان ایران مهاجرت کردند. او پس از ترک کردستان ایران، به عنوان پناهجو مدتی را در ترکیه و سپس در فنلاند زندگی کرده‌است. وی هم‌اکنون مقیم لس آنجلس در آمریکا است. این هنرمند از سال ۲۰۰۹ میلادی تاکنون مشغول فعالیت بوده‌است و در سال ۲۰۱۳ به خاطر تک‌آهنگ «Risk it all» به شهرت جهانی رسید. در سال ۲۰۱۴ میلادی نیز برای اولین بار در فیلم مردان به ایفای نقش پرداخت.
دو نماهنگ «Revolution» و «Risk it all»، تا اوت ۲۰۱۷ هرکدام به ترتیب بیش از ۶ و ۷ میلیون بازدیدکننده بر روی یوتیوب داشته‌است. این کلیپ‌های مرتبط با جنگ و پایداری مردم کرد در برابر یورش داعش با زبان «انگلیسی» از این خوانندهٔ کرد، با استقبال بسیار زیادی در شبکه‌های اجتماعی و نیز وبگاه یوتیوب مواجه شده‌است. او به دلیل محتوای آثارش در فهرست مرگ داعش قرار گرفته‌است.